# والدورف أستوريا دبى بالم جميرا
والدورف أستوريا دبي بالم جميرا هو فندق فاخر فئة الخمس نجوم يقع في دبي، يعد جزء من سلسلة هيلتون العالمية. اُفتُتح الفندق في 12 مارس، وبلغت تكلفة الجناح الرئيسي والبنتهاوس ما يزيد قليلاً عن 12000 دولار لكل بوصة في ديسمبر 2013). وهو ثاني فندق يتبع فنادق ومنتجعات والدورف أستوريا في الإمارات العربية المتحدة. عُينت كوراه كابليس مديرة للعمليات في 2018.

## البناء
يقع الفندق في نخلة الجميرة، وهي أرخبيل اصطناعي في الإمارات. شيدت شركة إيه إس جي سي للمعمار [الإنجليزية] الفندق. ظهرت التعقيدات الفنية مُمثلة في إزاحة المياه، نظراً لعدم وجود دعامات مغلقة للموقع المُحاط بالمياه من ثلاث جهات، لذلك كان على الشركة أن تتبنى عدة طرق مختلفة لإزاحة المياه. كان التحدي الآخر يتعلق بعمل الأساسات، كان قطر الركائز المستخدمة أكبر من تلك الموجودة في التصميمات الأصلية نتيجة للتغييرات في المتطلبات. لذلك كان لابد من تصميم الأساسات وفقاً لمواقع الركائز حينها. بلغت مساحة الموقع 49.000 م2 ويشغل المبنى 20.000 م2 ويتكون من طابقين بالأسفل وستة بالأعلى.
يحتوي المبنى على ردهة والدورف أستوريا، وهي منطقة خاصة تُقدم أطعمة ومشروبات مجانية على مدار اليوم، جنباً إلى جنب مع العديد من المطاعم: بالم أفينيو لأطعمة كاليفورنيا المريحة، لاو للمأكولات الفيتنامية ومطعم سوشيال باي هاينز بيك. يُقدم الشيف هاينز بيك المشهور عالمياً، والحاصل على ثلاث نجوم من ميشلان، الطعام الإيطالي المعاصر إلى دبي، وهو يعرض تفسيراًً فريداً للمطبخ الحديث، ويتجاوز فن بيك موهبته في طهي المأكولات النيئة من خلال عملية متقنة للغاية، والتي تتضمن إعداد المكونات بعناية وتطبيق تقنيات مبتكرة لتحويل المكونات البسيطة إلى أطباق شهية للغاية. بعد نجاح مطعم لا بيرغولا الشهير في روما، عمل مطعم سوشيال باي هاينز بيك على تعزيز سمعة الشيف بيك داخل دبي وترسيخ مكانته كموهبة طهي عالمية، بقيادة فرانشيسكو أكوافيفا (كبير الطهاة) ولوكا باربا (مدير المطعم).
أكمل الفندق سلسلة من الحملات التسويقية في 2017، والتي سلطت الضوء على أجنحة الفندق البالغ عددها 64 والردهة الخاصة به لجذب المزيد من العملاء. دخل الفندق في شراكة مع شركة وي-كيو التقنية في مارس 2018 لتوفير المزيد من الراحة لعملائه بخصوص طلب الطعام والشراب.

## معرض الصور

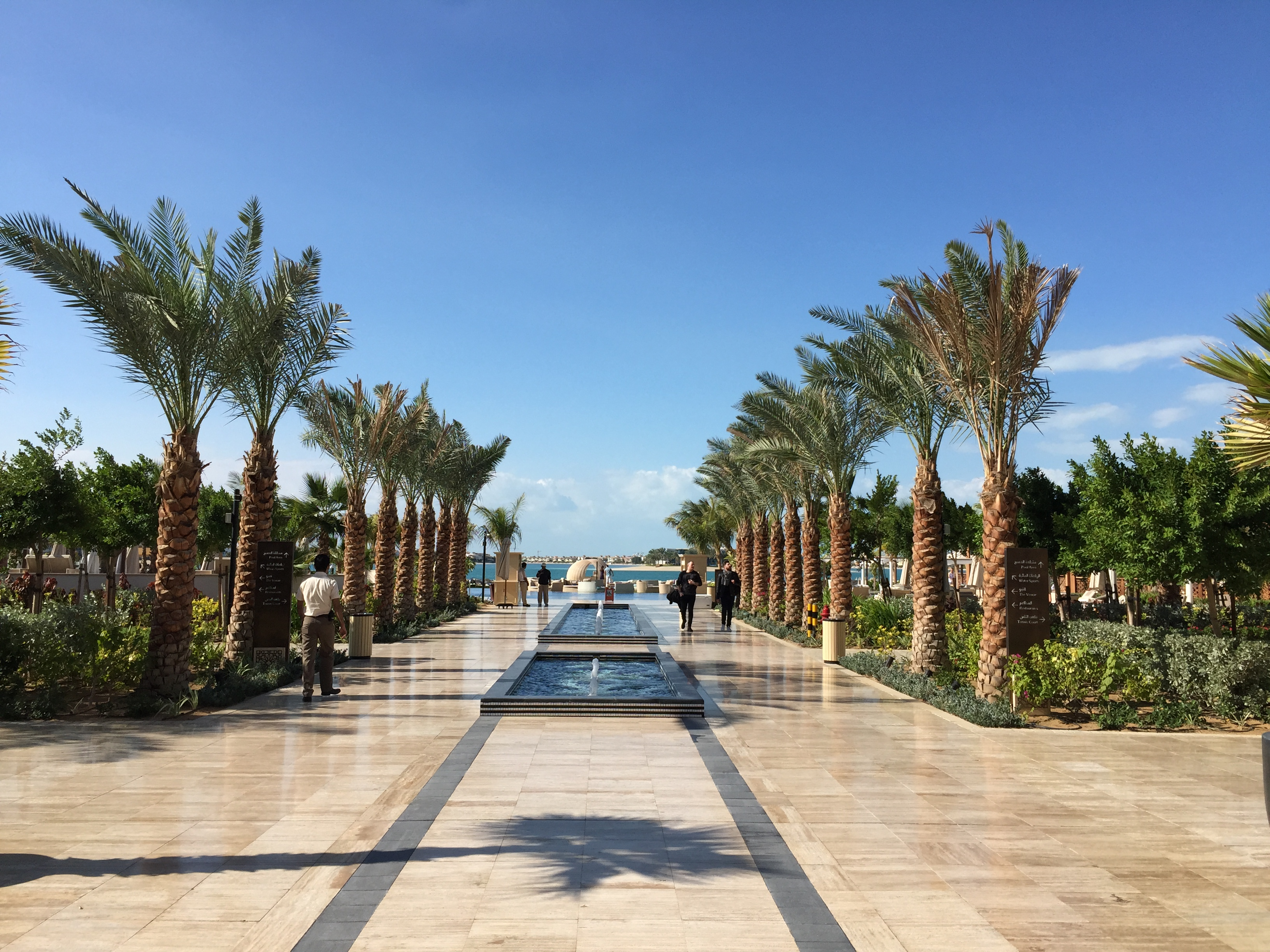
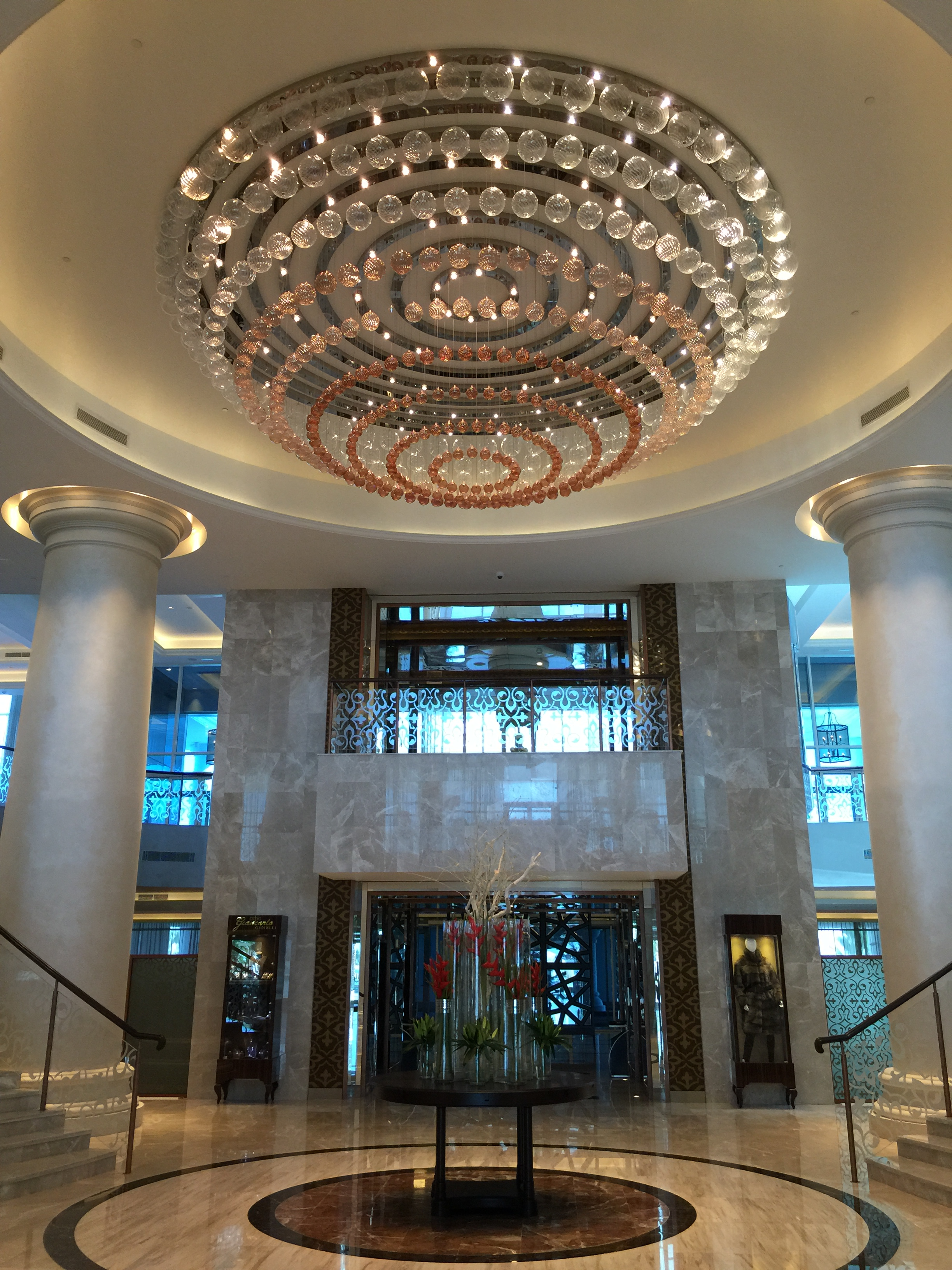
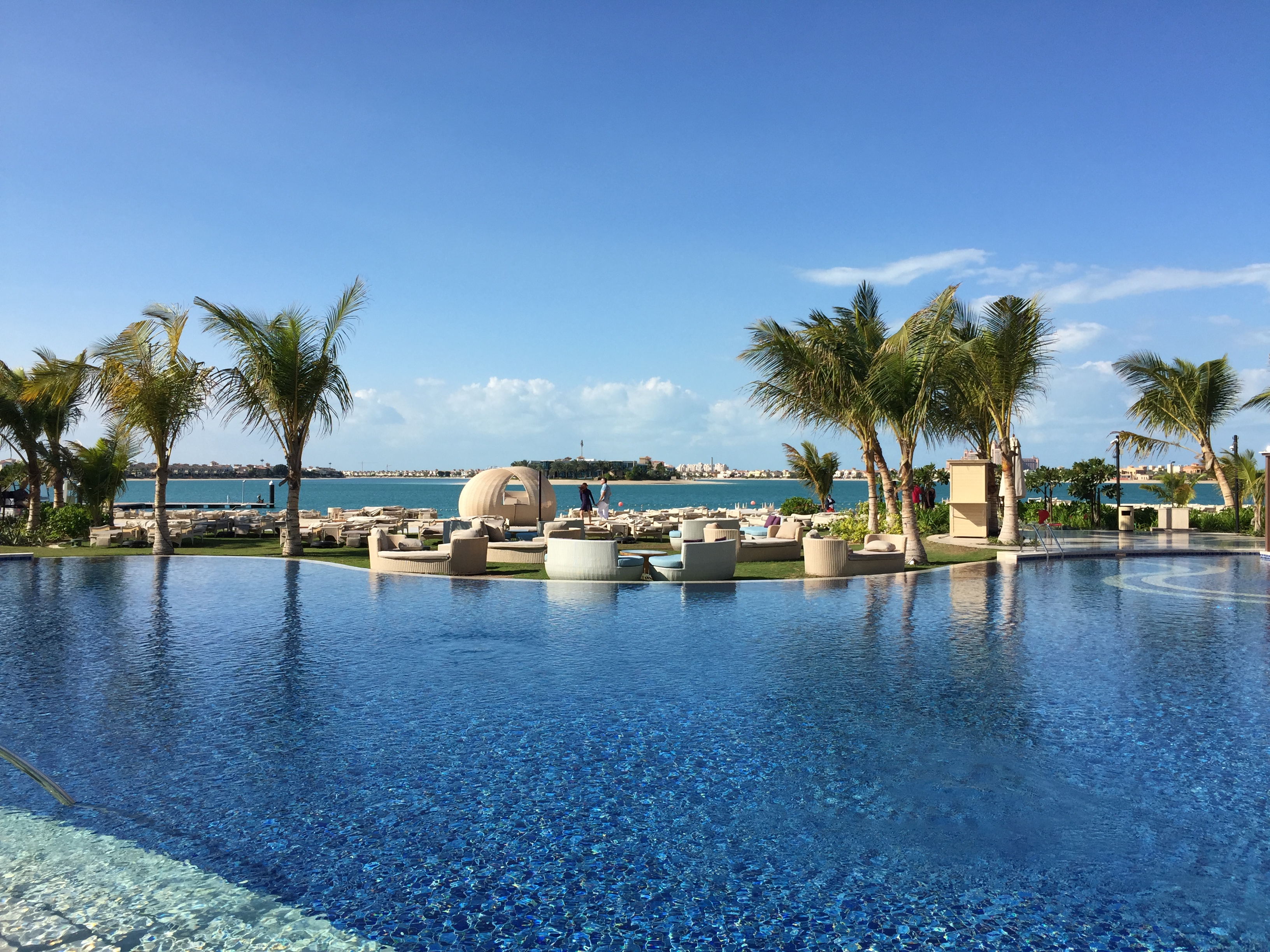

## وصلات خارجية
- الموقع الرسمي